# Uroczystość Najświętszego Ciała i Krwi Chrystusa
Uroczystość Najświętszego Ciała i Krwi Chrystusa (łac. Sollemnitas Sanctissimi Corporis et Sanguinis Christi), pot. Boże Ciało – uroczystość liturgiczna w Kościele katolickim dla uczczenia Jezusa Chrystusa w Najświętszym Sakramencie, obchodzona jest w czwartek po oktawie Zesłania Ducha Świętego, a w niektórych innych krajach (np. we Włoszech i Francji) w niedzielę po uroczystości Trójcy Świętej. Jest świętem nakazanym. Po raz pierwszy uroczystość obchodzona była w Leodium (Liège) w 1246, a w 1317 ustanowiona jako święto dla całego Kościoła zachodniego. W Polsce zostało wprowadzone przez krakowskiego biskupa Nankera na synodzie w Krakowie w 1320. W Kościele unickim święto zostało wprowadzone na synodzie zamojskim w 1720. Zewnętrzną formę święta stanowią procesje prowadzone do 4 ołtarzy. W procesji przenosi się monstrancję z Najświętszym Sakramentem. Na zakończenie udzielane jest uroczyste błogosławieństwo sakramentalne. Boże Ciało obchodzone jest również w Kościołach starokatolickich.

## Historia

### Pierwsze wieki chrześcijaństwa

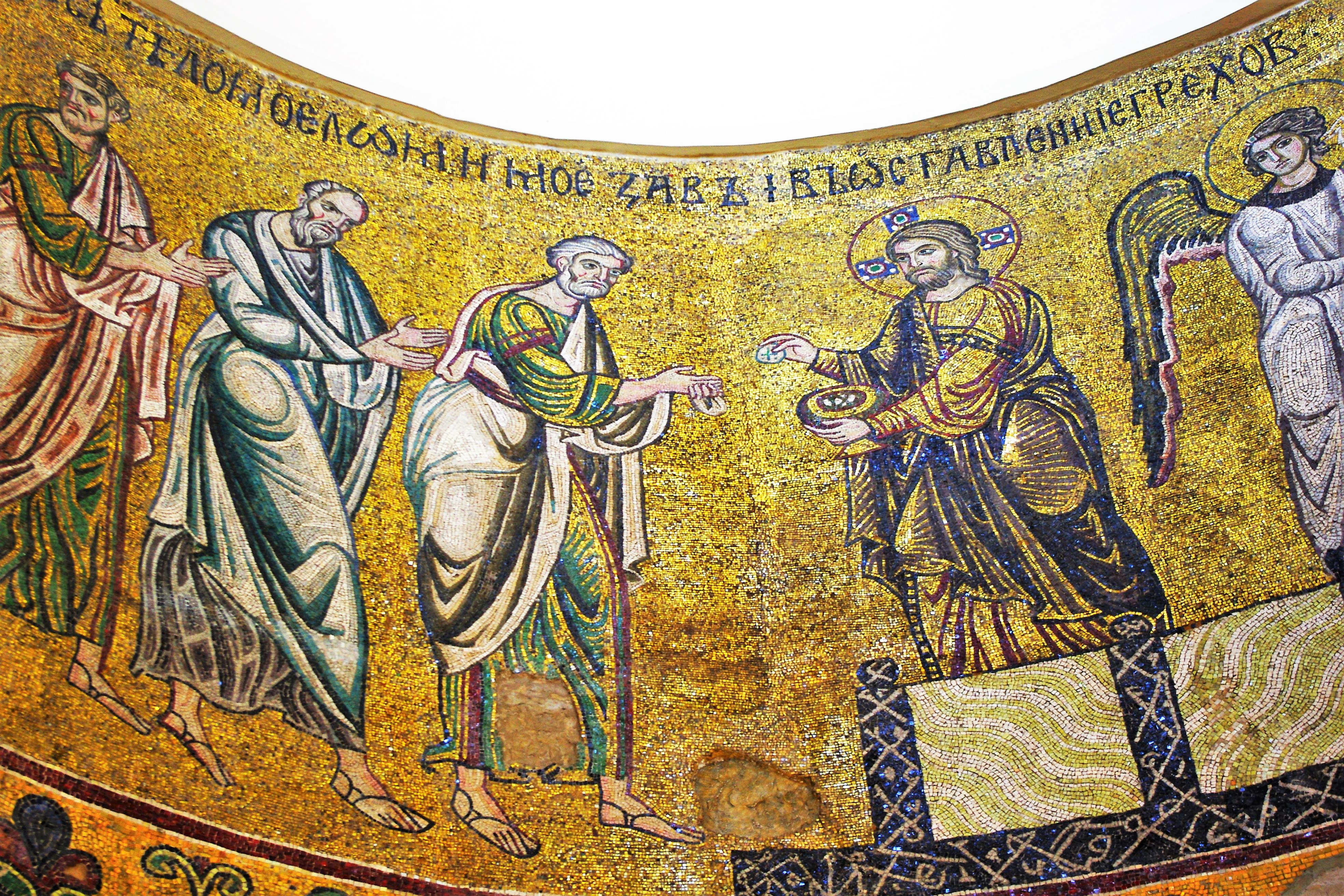
XI-wieczna mozaika przedstawiająca apostołów przyjmujących Eucharystię na skrzyżowane dłonie (Sobór Mądrości Bożej w Kijowie)

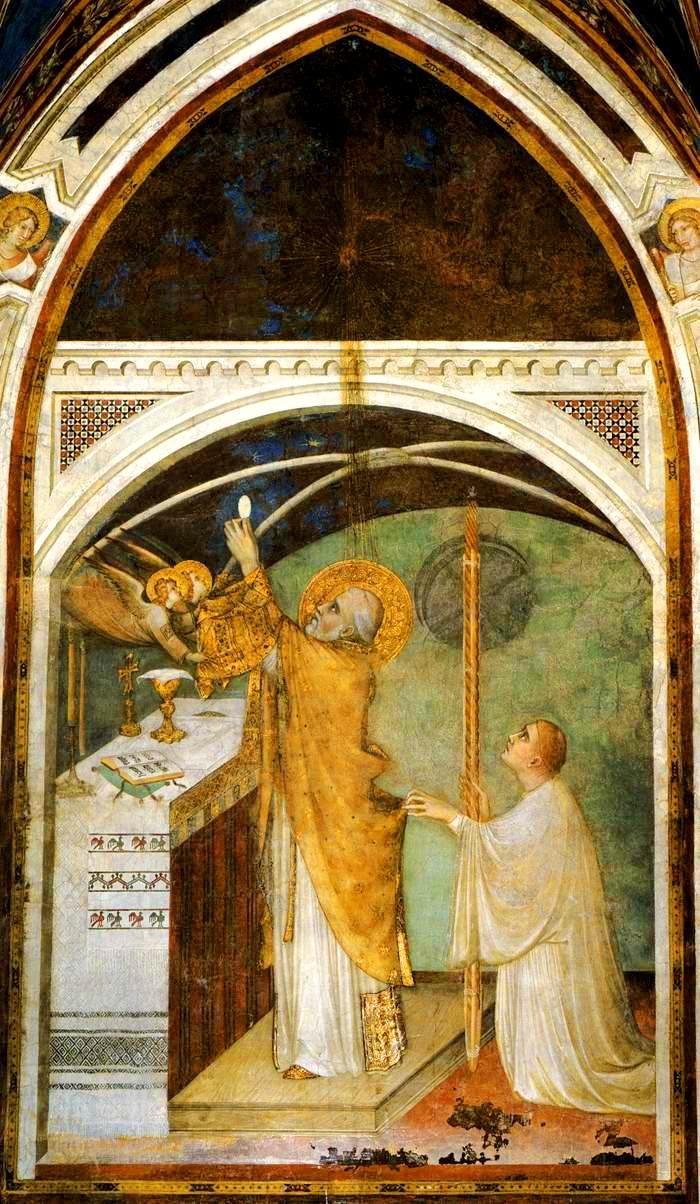
Fresk z okresu 1322–1326 autorstwa Simone Martini dokumentujący XIV-wieczne wyobrażenie ukazywania konsekrowanej hostii podczas liturgii eucharystycznej przez żyjącego w IV wieku św. Marcina z Tours (kaplica w dolnym kościele San Francesco w Asyżu)

W starożytnym Kościele Eucharystię pojmowano jedynie jako ofiarę i ucztę funkcjonującą jako element całej liturgii (mszy św.). Na przestrzeni lat pogląd ten ulegał przeobrażeniom. W jednej z katechez mistagogicznych wygłaszanych w oktawie Wielkanocy do neofitów Cyryl Jerozolimski pouczał słuchaczy, by przyjmowali i adorowali Eucharystię ze czcią, z rękami złożonymi i by nic z niej nie uronili:

Podstaw dłoń lewą pod prawą niby tron, gdyż masz przyjąć Króla. Do wklęsłej ręki przyjmij Ciało Chrystusa i powiedz: „Amen”. Uświęć też ostrożnie oczy swoje przez zetknięcie ich ze świętym Ciałem, bacząc, byś zeń nic nie uronił. To bowiem, co by spadło na ziemię, byłoby utratą jakby części twych członków. Bo czyż nie niósłbyś złotych ziarenek z największą uwagą, by ci żadne nie zginęło i byś nie poniósł szkody? Tym bardziej zatem winieneś uważać, żebyś nawet okruszyny nie zgubił z tego, co jest o wiele droższe od złota i innych szlachetnych kamieni.

Od IV wieku odsetek chrześcijan stale przyjmujących Eucharystię malał, bowiem w obrębie masowo przyjmowanych do Kościoła grup, część nowych wyznawców nie wykazywała wystarczającego stopnia wiary, a toczące się w IV wieku spory ariańskie w kwestii natury boskiej Jezusa sprawiały, że cześć oddawana Eucharystii słabła. Przez pierwsze tysiąc lat chrześcijaństwa Najświętszy Sakrament nie był przedmiotem kultu poza liturgią. Był przechowywany w kościołach, ale służył do udzielania go chorym w okresach między celebracjami.

### Średniowiecze
Uroczystość Bożego Ciała wyrosła z adoracyjnego kierunku pobożności eucharystycznej rozwijającej się w wiekach średnich w Kościele zachodnim. W XI wieku ujawnił się nieznany wcześniej nurt pobożności eucharystycznej, który wiązał się z adoracją konsekrowanej hostii. Impulsem do ujawnienia się tego nurtu były spory teologiczne z XI i XII wieku, w których roztrząsano kwestię rzeczywistej obecności Chrystusa w postaciach sakramentalnych. Rozgłos zyskiwały poglądy Berengara z Tours (zm. 1088), który zaprzeczał rzeczywistej obecności i wskazywał na symboliczną jedynie obecność Chrystusa pod postacią chleba i wina. Poglądy te zanegował sobór laterański IV (1215), który postawił tezę o substancjalnej obecności Chrystusa w Eucharystii. Spory te oddziaływały na wiernych, którzy chcieli podkreślać boską obecność w sakramencie. Lud domagał się, by kapłani ukazywali im podczas mszy św. konsekrowaną hostię. Z tego powodu, pod koniec XII wieku wprowadzono do mszy św. ryt podniesienia, podczas którego kapłan okazywał wiernym hostię po transsubstancjacji. Postanowienia synodów tego okresu precyzowały czynności, jakie ma wykonywać kapłan podczas przeistoczenia, wiernym zaś nakazują klękanie podczas podniesienia i tym samym ukierunkowują tychże na oddawanie czci. Adoracja podczas sprawowania Eucharystii stopniowo zaczynała przysłaniać znaczenie uczty ofiarnej oraz ofiary Jezusa. Wśród wiernych zaczął ujawniać się pogląd, że sama obecność i adorowanie przeistoczonej hostii daje takie same skutki jak przyjmowanie komunii. Nasilał się adoracyjny kierunek pobożności eucharystycznej. Najświętszy Sakrament był wystawiany podczas liturgii eucharystycznych, nabożeństw pozaliturgicznych czy odmawiania modlitw brewiarzowych. Przesadny akcent położony na ryt podniesienia konsekrowanej hostii powodował, że część wiernych opuszczała kościół po tej części liturgii eucharystycznej, nie czekając na komunię. Zachowało się kazanie żyjącego na przełomie XIII/XIV w. kaznodziei Peregryna z Opola, który w kazaniu o Najświętszym Sakramencie starał się wyjaśnić wiernym poprawne według niego zasady kultu. Oczekiwania wiernych wytworzyły podłoże do ustanowienia nowego święta.

#### Urban IV
Bezpośrednią przyczyną ustanowienia uroczystości były widzenia św. Julianny z Cornillon (1193–1258), przeoryszy klasztoru augustianek w Mont Cornillon w pobliżu Liège, która odznaczała się wyraźną nabożnością do Najświętszego Sakramentu. Począwszy od 1208 roku Julianna z Cornillon miała przeżywać cyklicznie powtarzające się widzenia świetlistej tarczy podobnej do tarczy księżyca, której lśnienie było zaburzane przez ciemną plamę. Juliana miała interpretować owe widzenia jako obraz Kościoła, który miał być przysłaniany przez plamę rozumianą przez nią jako brak wśród kościelnych świąt uroczystości poświęconej wyłącznie Najświętszemu Sakramentowi. Objawienia miała od początku wyznawać spowiednikowi, lecz ujawnił je dopiero po 20 latach kanonik kościoła św. Marcina w Liège, któremu Juliana także miała powierzyć informację o swoich widzeniach. Kanonik przedstawił relacje pod osąd komisji miejscowych teologów, w skład której wchodził archidiakon Jakub Pantaleone di Troyes (późniejszy Urban IV) oraz prowincjał dominikanów Hugues de Saint-Cher (późniejszy kardynał i legat papieski). Ówczesny lokalny biskup Jean d'Eppes nie wykazywał zainteresowania tą sprawą i nie podjął rozstrzygnięcia. Dopiero jego następca, biskup Robert z Thourotte, działając pod wpływem opinii teologów ustanowił wydanym w czerwcu 1246 (lub 1247) zarządzeniem „Inter alia miro” taką uroczystość dla diecezji Liège na czwartek po oktawie Trójcy Świętej. Biskup osobiście przewodniczył pierwszej mszy św. ustanowionego święta.
W tym samym roku (1246) biskup Robert z Thourotte zmarł, a jego następca nie kwapił się z wprowadzaniem rozporządzenia swojego poprzednika. Kardynał Hugues de Saint-Cher ponownie podjął sprawę (znał już tło i szczegóły wizji Juliany z prac w komisji teologów) i zatwierdził święto. W 1251 przybył do Liège, odprawił mszę św. z okazji zatwierdzonego święta i nakazał obchodzić je na terenie całej diecezji.
Wydanym 29 grudnia 1252 orędziem do duchowieństwa, kardynał, jako legat papieski nakazał rozszerzenie obchodów święta na terenie podległej mu prowincji południowej Germanii. Archidiakon Jakub został w niedługim czasie ustanowiony biskupem Verdun, później łacińskim patriarchą Jerozolimy, a na koniec (27 sierpnia 1261) papieżem (1261–1264). Przyjął imię Urban IV. 11 sierpnia 1264, w ostatnim roku pontyfikatu, ogłosił bullę Transiturus de hoc mundo, którą wprowadzał w całym Kościele festum Corporis Christi (święto Ciała Chrystusa), które miało stanowić „zadośćuczynienie za znieważanie Chrystusa w Najświętszym Sakramencie, błędy heretyków oraz uczczenie pamiątki ustanowienia Najświętszego Sakramentu, która w Wielki Czwartek nie mogła być uroczyście obchodzona ze względu na powagę Wielkiego Tygodnia”. Bulla ta była jedynym wydanym w średniowieczu dokumentem papieskim, w którym autor zalecał przyjmowanie komunii poza okresem wielkanocnym. Dokument zalecał, by w tym dniu wierni powstrzymywali się od pracy oraz by świętowali pobożnie i uroczyście. Święto miało więc charakter obchodu liturgicznego, bez procesji teoforycznej.

#### Cud w Bolsenie

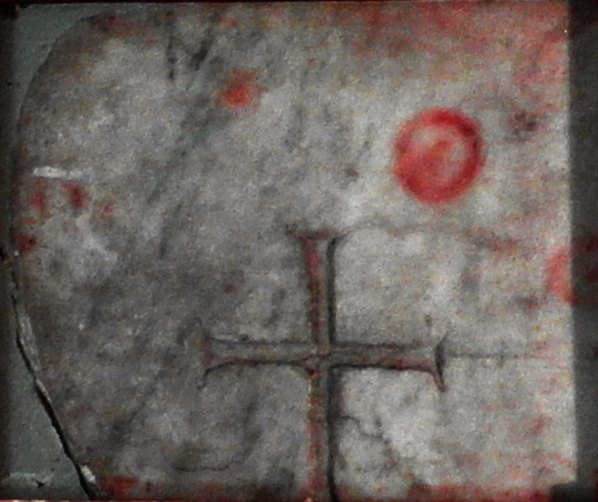
Kamień z pozostałościami krwi z cudu eucharystycznego w Bolsenie w 1263 roku

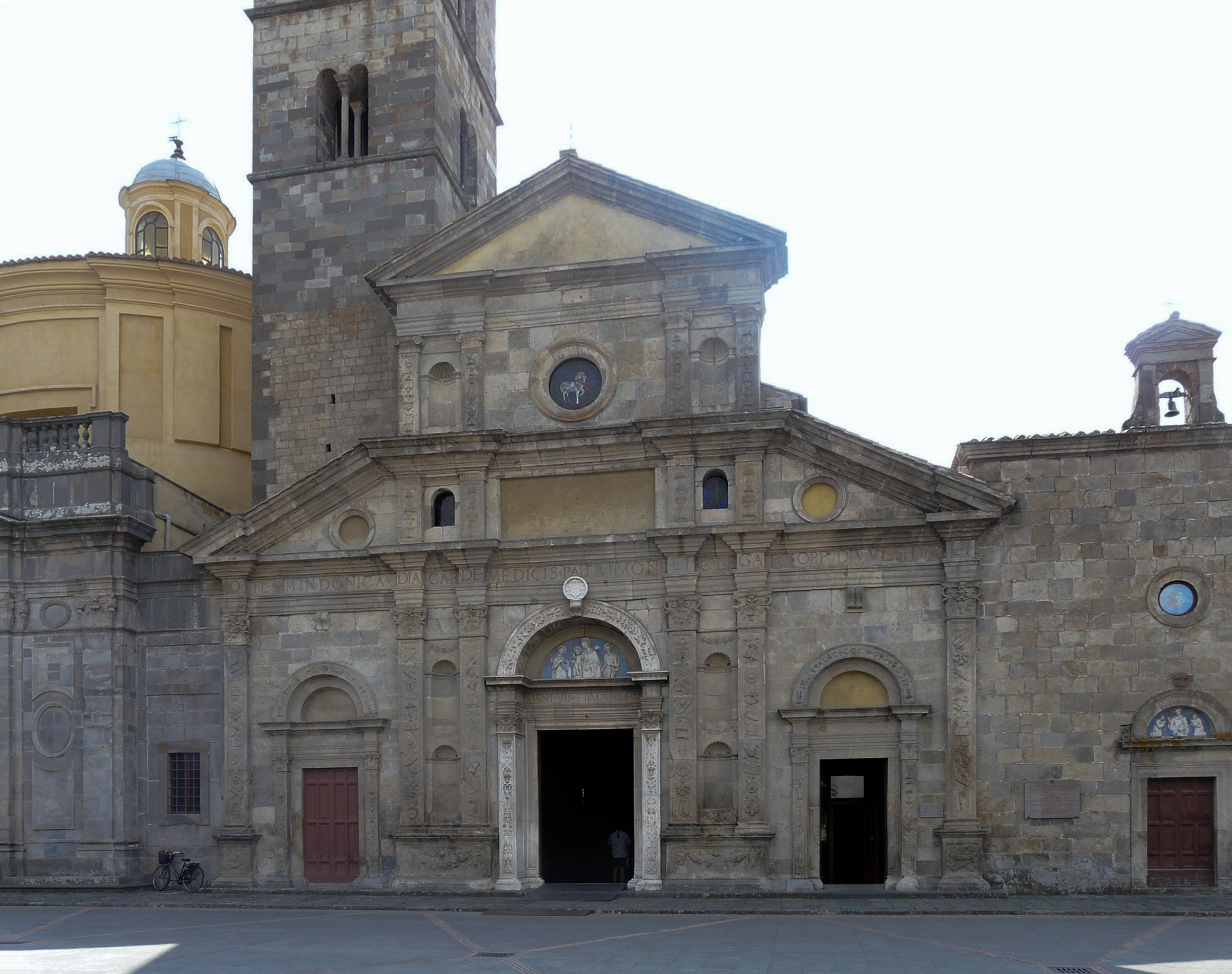
Kościół św. Krystyny w Bolsenie

Do ustanowienia święta mógł się także przyczynić cud eucharystyczny, który miał mieć miejsce w 1263 podczas mszy św. w Bolsenie w regionie Lacjum. Włoski liturgista Mario Righetti wyjaśniał w „Manuale di storia liturgica”, że ów cud miał dotyczyć księdza, który wyrażał wątpienie w rzeczywistą obecność Chrystusa w Eucharystii. Podczas jednej z celebracji w kościele św. Krystyny w Bolsenie miał dostrzec, że konsekrowana hostia zamieniła się w ciało, z którego wypływa krew. Krew miała spływać na korporał, ołtarz i kamienną posadzkę kościoła. Lokalna tradycja z Orvieto opisuje, że na życzenie papieża Urbana IV 19 czerwca 1264 procesyjnie przyniesiono ów splamiony korporał na historyczny most Rio Chiaro, na którym odbyło się spotkanie z papieżem. Urban IV miał zalecić złożenie korporału, jako relikwii, w nowym kościele w pobliskim Orvieto. Korporał ten jest przechowywany w relikwiarzu w katedrze w Orvieto. Urban IV nie wspomina o owym cudzie w swojej bulli Transiturus de hoc mundo. Bulla nie wprowadzała do obchodów święta procesji teoforycznej. Historyczność cudu eucharystycznego w Bolsenie bywa podważana. Najstarsze wzmianki o tym cudzie mają pochodzić dopiero z okresu 1375–1380.

#### Teksty liturgiczne święta
Oficjum brewiarzowe oraz formularz mszalny nowego święta w wersji pierwotnej opracował augustianin, przeor szpitala dla trędowatych w Mont Cornillon, Jan. Ponowne opracowanie tekstów liturgicznych do mszy św. i do Liturgii Godzin zostało później powierzone przez Urbana IV Tomaszowi z Akwinu. Kościół katolicki używa tych tekstów do czasów współczesnych – często śpiewany jest hymn nieszporny „Pange lingua” („Sław, języku”...) z dwiema ostatnimi zwrotkami („Przed tak wielkim Sakramentem”). W 1314 święto odnowił papież Klemens V.

#### Rozpowszechnianie święta
Kilkunastu następców Urbana IV nie wprowadzało w życie jego postanowień w odniesieniu do święta. Nie było ono obchodzone w Rzymie, a prawdopodobnie zaniedbywane w samym Liège. Napomnienie o tym, by je obchodzono znalazło się w dekrecie synodalnym z 1288. O bulli Urbana IV przypomniał na soborze w Vienne Klemens V. Ostatecznie bullę napisaną przez Urbana IV ogłosił w 1317 w zbiorze „Clementinae” papież Jan XXII. Rok 1317 można traktować jako datę wprowadzenia święta w całym Kościele.
Papież Urban VI zaliczył święto do świąt głównych, a Bonifacy IX nakazał w 1391, by wprowadzić święto wszędzie tam, gdzie jeszcze nie było do tego czasu obchodzone.

Do upowszechnienia święta oraz praktykowanej w jego ramach procesji przyczynił się sobór w Konstancji (1414–1418), podczas którego, w uroczystej procesji, wzięli udział zgromadzeni kardynałowie, biskupi, teologowie z Paryża, Kolonii, Wiednia i Erfurtu oraz król z dworem.

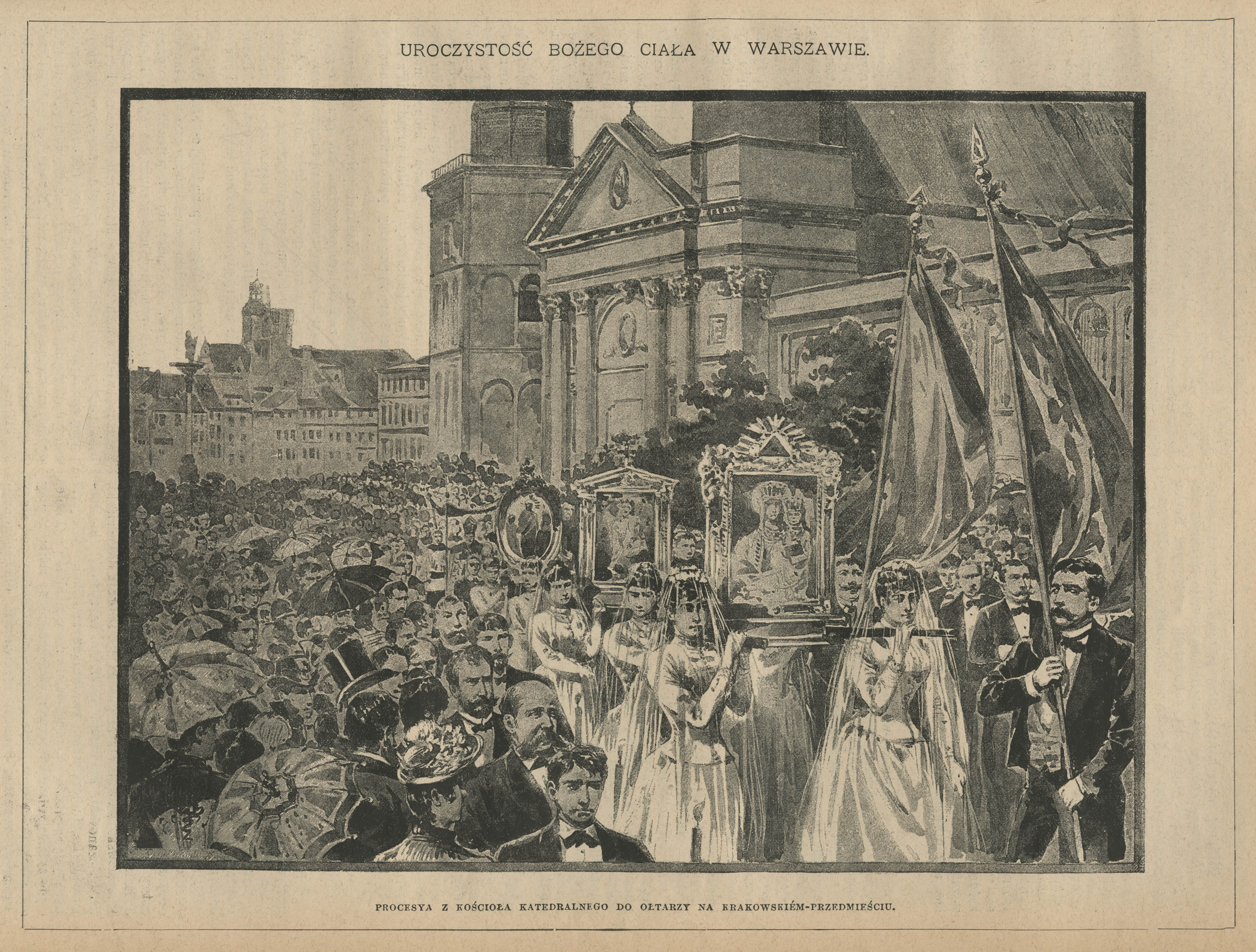
Procesja w święto Bożego Ciała w Warszawie w 1890 roku

### Nowożytność

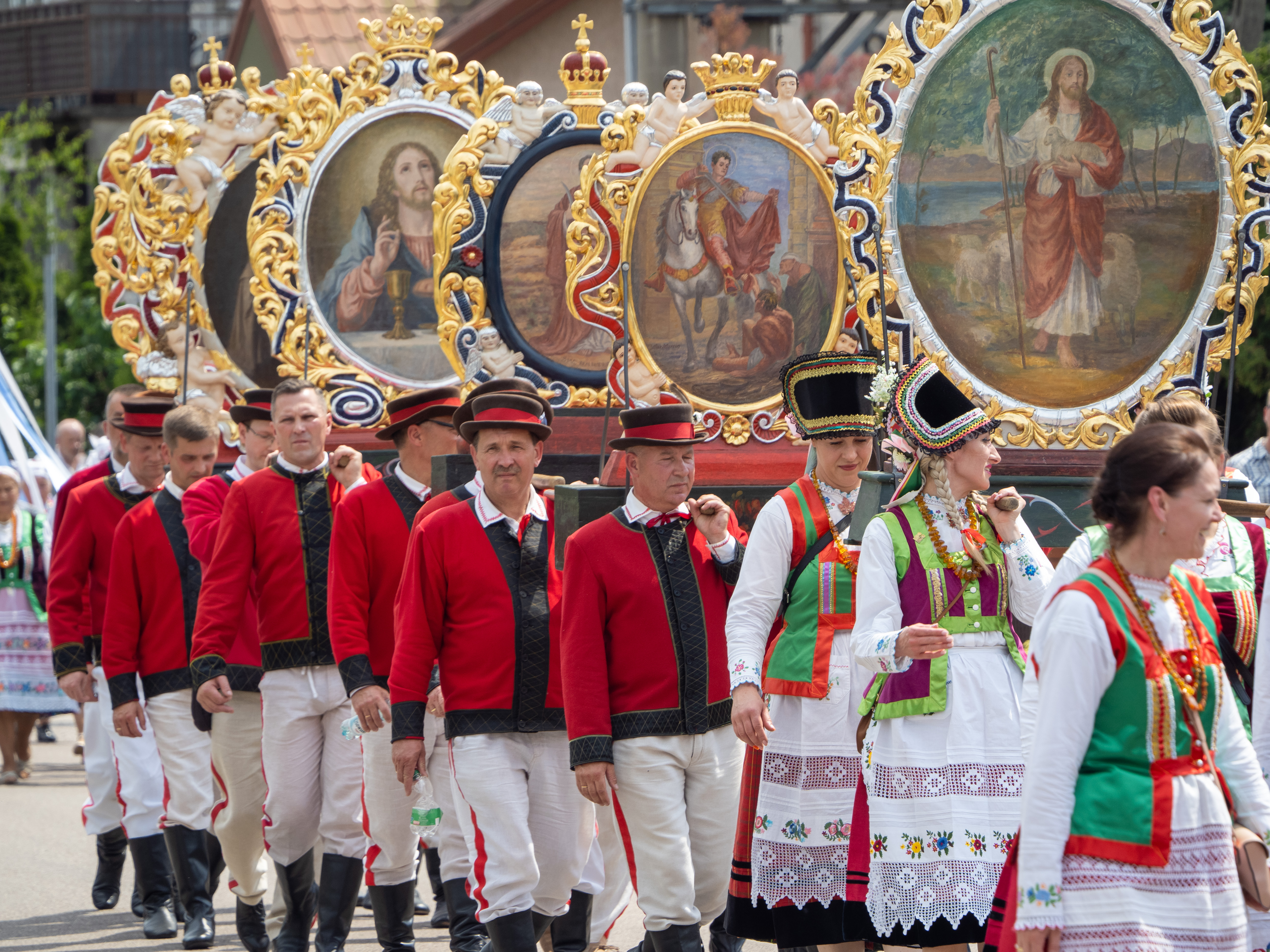
Procesja w Myszyńcu (Kurpie Zielone), widoczne stroje kurpiowskie

W okresie reformacji niektórzy protestanccy reformatorzy negowali pogląd o realnej obecności Chrystusa w Najświętszym Sakramencie i związane z nim katolickie formy kultu eucharystycznego – procesje, błogosławieństwa i wystawienia. Sobór trydencki bronił tego poglądu i form jego wyrażania, wraz z procesjami teoforycznymi i samym świętem Bożego Ciała. Po soborze trydenckim – w znacznej mierze pod wpływem arcybiskupa Mediolanu Karola Boromeusza, oraz jezuitów – nastąpiło ożywienie kultu eucharystycznego. Wówczas udział w procesji zaczął być traktowany jako publiczne wyznanie wiary. Powstające w XIX wieku bractwa i zgromadzenia zakonne także podsycały kult Najświętszego Sakramentu.

W 1849 (lub 1847) roku papież Pius IX dekretem Redempti sumus ustanowił święto Najdroższej Krwi Pana naszego Jezusa Chrystusa (Festum Pretiosissimi Sanguinis Domini Nostri Jesu Christi), które było obchodzone najpierw w pierwszą niedzielę lipca, a Pius X przeniósł święto na dzień 1 lipca. W 1955 Pius XII reformując liturgię zlikwidował obchody oktawy uroczystości. Reforma liturgiczna Pawła VI z roku 1969 połączyła oba święta.

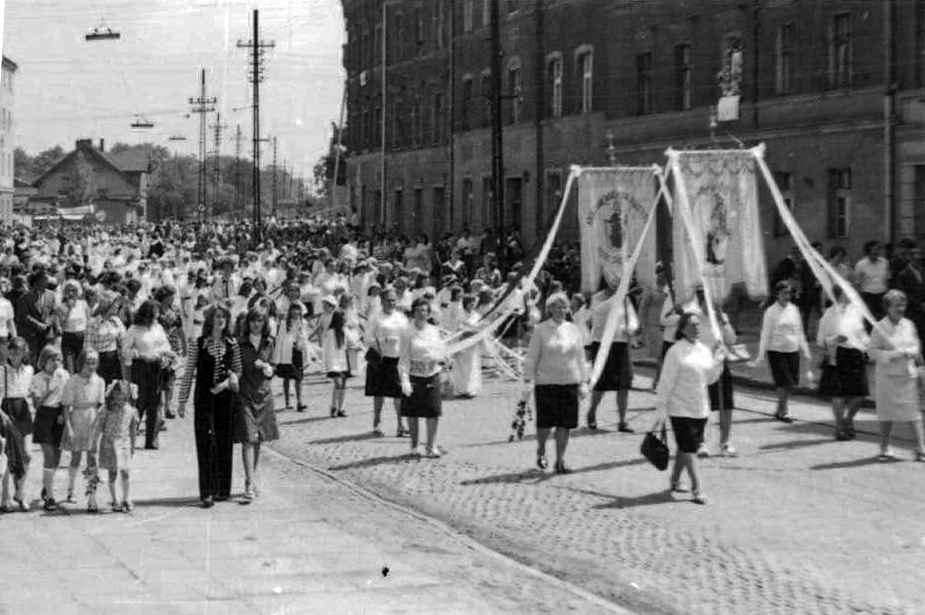
Legnica, ul. Wrocławska – procesja Bożego Ciała (lata 80. XX w.)

### W Polsce
Średniowieczne praktyki pobożności eucharystycznej obecne były także na ziemiach polskich i nie odbiegały od tych rozpowszechnionych na zachodzie. Dominikański kaznodzieja Peregryn z Opola przestrzegał polskich wiernych przed błędnymi praktykami przesadnego wyróżnienia rytu podniesienia konsekrowanej hostii, ale synod prowincjalny w Łęczycy z 6 lutego 1285, pouczał by w nauczaniu prawd wiary główny nacisk kładziony był na oglądanie i adorowanie hostii. Echa tego poglądu można zaobserwować w statucie synodalnym, który nakazywał, by w czasie podniesienia biły dzwony kościoła. Miało to pozwolić, by nieobecni na mszy wierni mogli zdążyć przyjść na ten – rozumiany jako centralny – fragment liturgii i uczestniczyć w akcie oglądania konsekrowanej hostii.

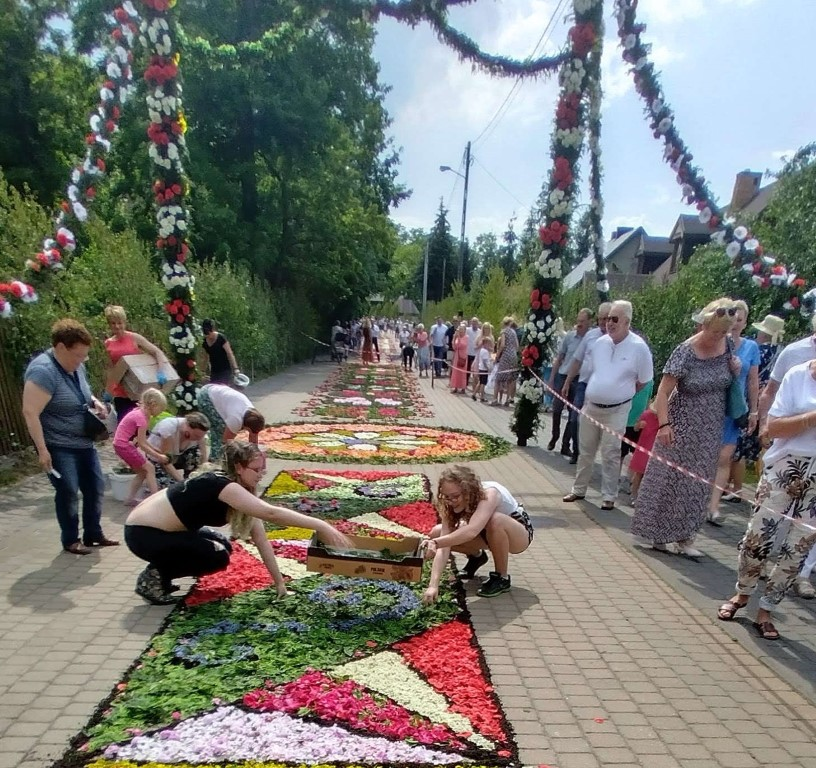
Dywany kwiatowe w Spycimierzu

Samo święto było w Polsce obchodzone od XIV w. Jako pierwszy wprowadził tę uroczystość biskup Nanker w 1320 w diecezji krakowskiej. Nanker, obejmując w tym roku urząd, zwołał synod, który obradował 2 października. Powstał szereg statutów, których autorstwo przypisuje się biskupowi Nankerowi. Statut De veneracione corporis Christi capitulum poświęcony jest wdrażaniu święta Bożego Ciała. Biskup przywoływał sformułowania z bulli Transiturus, omawiał teologię Najświętszego Sakramentu i dawał wskazówki. W 1420 na synodzie gnieźnieńskim uznano uroczystość za powszechną, obchodzoną we wszystkich kościołach w państwie. Pod koniec XIV w. święto było obchodzone już we wszystkich polskich diecezjach i było zaliczane do świąt głównych. Od końca XV w. w trakcie celebracji tego święta udzielano błogosławieństwa Najświętszym Sakramentem. Mszał krakowski z 1509 obejmował, jako istniejący zwyczaj, odbywane w oktawę Bożego Ciała procesje z poszczególnych krakowskich parafii do bazyliki Bożego Ciała w Krakowie. Najprawdopodobniej w diecezji wrocławskiej święto wprowadził Nanker, który w latach 1326–1341 był biskupem we Wrocławiu. Święto musiało być znane w Poznaniu w XIV wieku, bowiem w 1399, z fundacji Władysława Jagiełły, powstał tam kościół pod wezwaniem Bożego Ciała. Na początku XV wieku święto należało do świąt głównych w większości polskich diecezji. W Kościele unickim święto zostało wprowadzone na synodzie zamojskim w 1720.
Od okresu rozbiorów, w świadomości polskich wiernych, udział w procesji Bożego Ciała był łączony z okazją zamanifestowania przynależności narodowej. Stan taki utrzymywał się także po II wojnie światowej. W okresie Polski Ludowej urządzanie procesji ulicami miast było niejednokrotnie zakazywane przez władze państwowe.

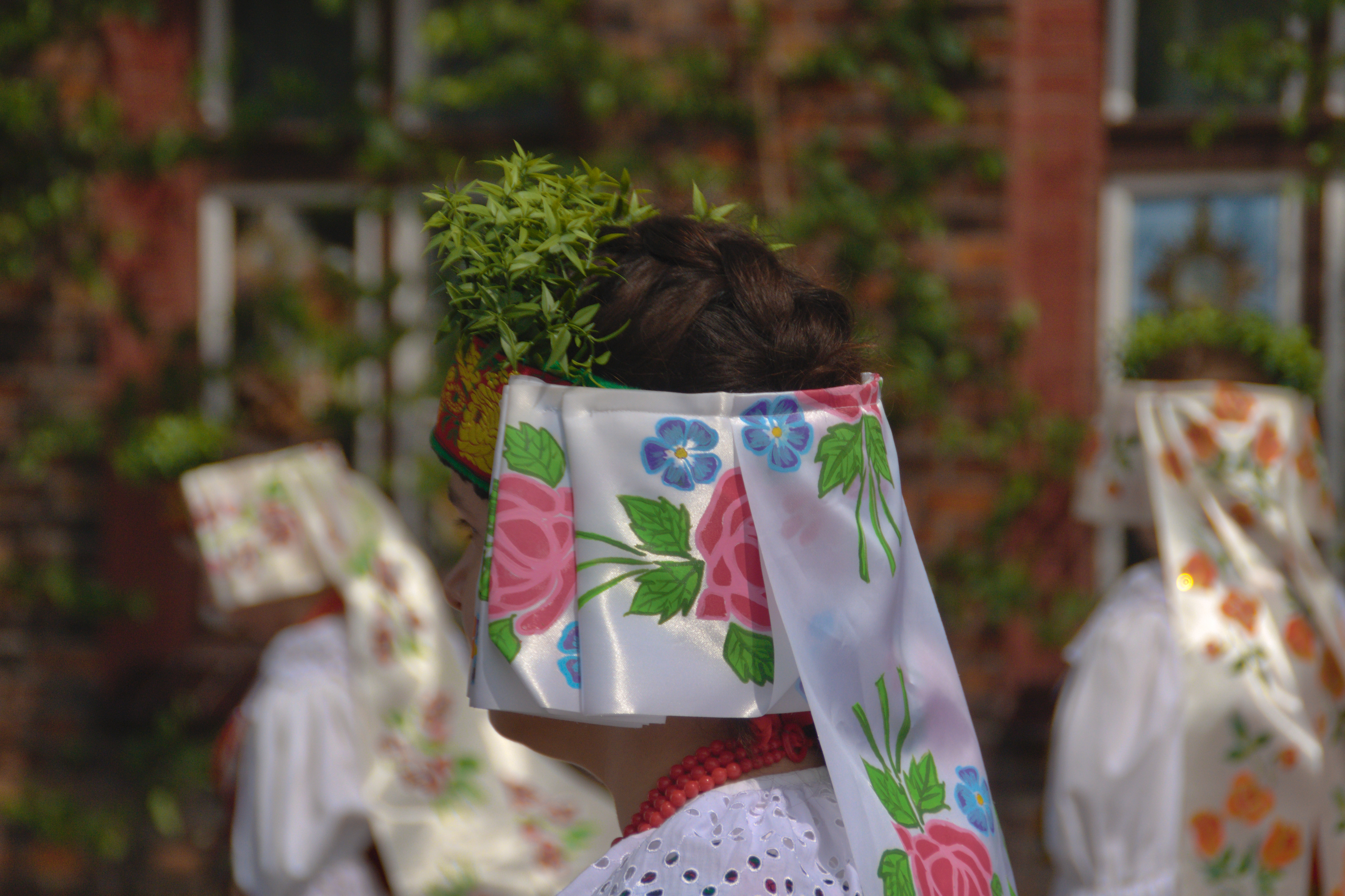
Procesja Bożego Ciała w Bytomiu – uczestniczka w stroju rozbarskim

W Polsce obchody uroczystości wiążą się z procesją z Najświętszym Sakramentem po ulicach (w miastach szczególnie po 1989 roku) parafii. Procesja zatrzymuje się kolejno przy czterech ołtarzach, przy których czytane są związane tematycznie z Eucharystią fragmenty czterech Ewangelii. Lokalnie obchody święta przybierają rozbudowane formy. Uroczystość Ciała i Krwi Pańskiej jest w Polsce dniem ustawowo wolnym od pracy.
W okresie oktawy uroczystości Najświętszego Ciała i Krwi Chrystusa odbywały się procesje, a w ludowej tradycji jest to okres święcenia wianuszków z ziół i kwiatów polnych. Wianuszki po poświęceniu służyły do przygotowywania naparów leczniczych medycyny ludowej.
Boże Ciało obchodzone jest również w Kościołach starokatolickich. W Kościele Starokatolickim Mariawitów i Kościele Katolickim Mariawitów po uroczystej Mszy Świętej podczas której śpiewana jest sekwencja Chwal Syonie oraz eucharystyczny hymn: Oto Hostia, wychodzi z kościołów i kaplic procesja do czterech ołtarzy, podczas której czytane są początki każdej z czterech Ewangelii. Na zakończenie procesji udzielane jest błogosławieństwo Przenajświętszym Sakramentem na cztery strony świata, po którym śpiewa się hymn: Ciebie Boga chwalimy. Przez 8 najbliższych dni w Kościołach mariawickich trwa oktawa Bożego Ciała, podczas której codziennie procesje okrążają kościół. W wielu parafiach na zakończenie oktawy Bożego Ciała, tzw. „ostatni nieszpór” lub też „wiankowy czwartek” poświęcane są wianki splecione z kwiatów i ziół.

## Nazwa święta

### Nazwa łacińska
Święto nie miało jednolitej nazwy. Pierwotnie było określane jako Festum sanctissimi corporis Domini nostri Iesu Christi. W niewiele zmienionej formie przejął ją mszał z 1570: In festo corporis Christi. Jeszcze w posoborowym kalendarzu rzymskim z 1969 święto znajduje się pod nazwą Sollemnitas sanctissimi Corporis Christi. Po wprowadzeniu mszału Pawła VI pojawiła się nazwa obecna: Sollemnitas Sanctissimi Corporis et Sanguinis Christi, co wiązało się ze zniesieniem obchodzonej 1 lipca uroczystości Najdroższej Krwi Chrystusa (Pretiosissimi Sanguinis D.N.I.C.).

### Nazwy w językach narodowych
W Niemczech używano określenia Heiliger Blutstag (święty dzień krwi) lub Fronleichnam (jako: Herenleib, fron-Herr, lichnam-Leib = Ciało Pańskie), we Francji festivitas sacramenti, dies eucharistiae albo święto Zbawiciela (la Saint Sauveur) lub święto Boga (Fête-Dieu). Najczęściej stosowano określenie dies Corporis Christi. W Niemczech i we Francji świętowano także w oktawę, nazywając ten dzień kleines Fronleichnamsfest, petite Fête-Dieu (małe święto Bożego Ciała).

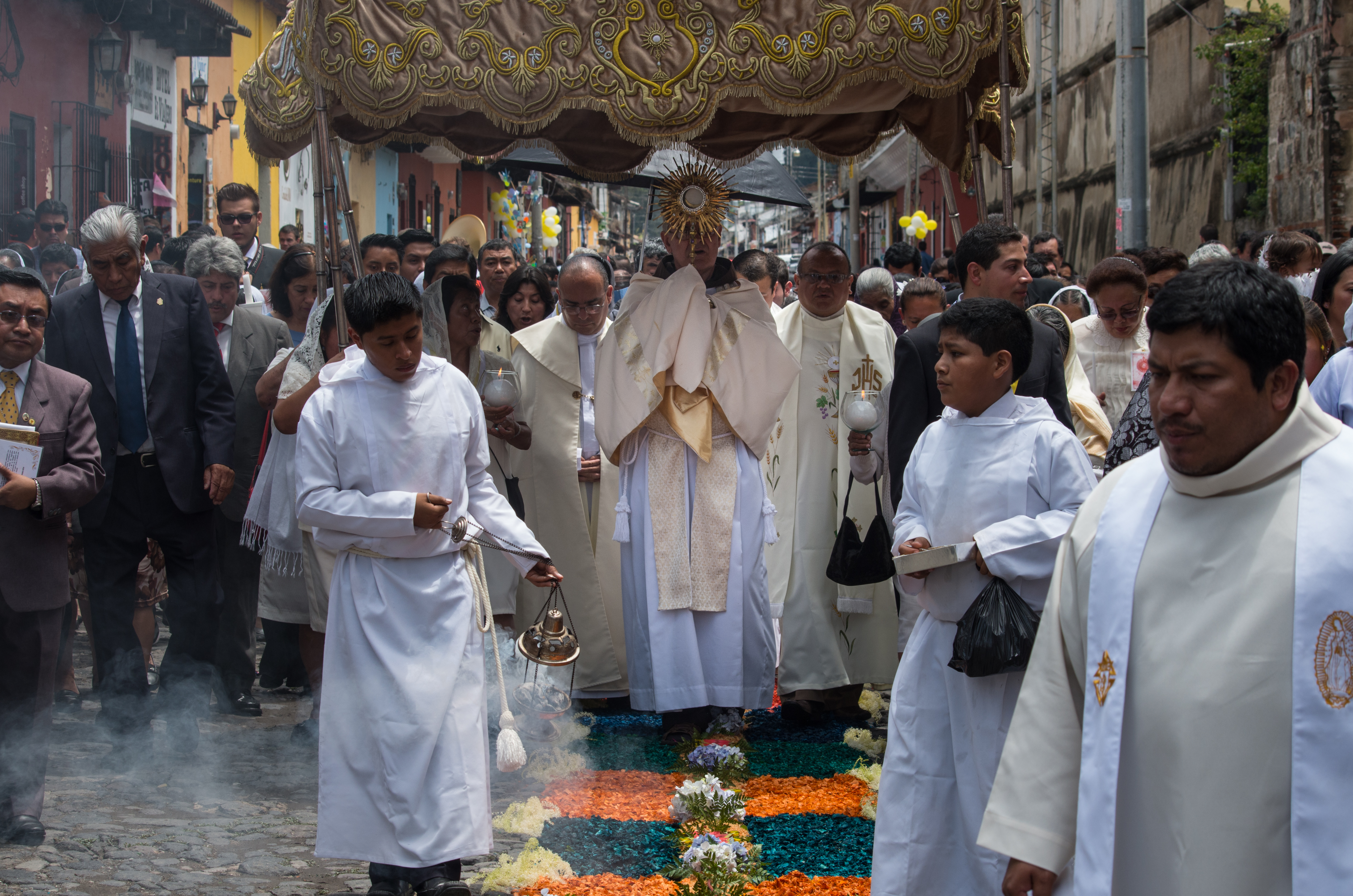
Procesja w Gwatemali (2015)

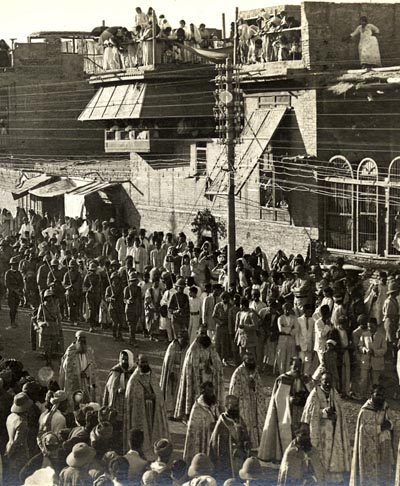
Procesja w Bagdadzie (1920)

## Procesje
Procesje teoforyczne nie były elementem święta od samego jego początku. Najstarszą wzmianką na temat ich istnienia była informacja o przeprowadzanych w latach 1265–1275 uroczystych procesjach przed sumami w Kolonii, podczas których niesiony był krzyż i Najświętszy Sakrament. Taka celebracja stanowiła nawiązanie do dawniejszych zwyczajów polegających na zabieraniu w podróż Eucharystii, by była ochroną przed niebezpieczeństwami. Pierwotna forma procesji wyrażała się w prostym, nie przerywanym przejściem z Najświętszym Sakramentem i błogosławieństwem na końcu. Na terenie Niemiec wiązała się z procesyjnym przechodzeniem przez pola danej wsi lub otoczenia miasta. Wierni zatrzymywali się przy czterech stacjach, przy których udzielano błogosławieństwa wiernym, a polom błogosławieństwa „pogodowego”. Przy poszczególnych stacjach odczytywano początkowe części czterech Ewangelii, które zyskiwały funkcję formuł błogosławieństwa. Ryt był uzupełniany błogosławieństwem sakramentalnym, które było udzielane przy poszczególnych stacjach, a dodatkowo – na końcu procesji. Niemieckie procesje zawierały element błagalny o ochronę przed nieszczęściami i o sprzyjającą pogodę. Z takiego powodu włączano do procesji śpiew początkowych fragmentów Ewangelii przy czterech ołtarzach oraz uroczyste błogosławieństwo. Do Polski zwyczaj ten dotarł w XV wieku i w 1631 został wprowadzony do Rytuału Piotrkowskiego.
Formy były z czasem urozmaicane i rozbudowywane o gry „Bożociałowe” i przedstawienia sceniczne. Zwyczaj rozpowszechniał się – w XV w. procesje były odprawiane na terenie Niemiec, Francji, Anglii, Polski i północnych Włoch. Były przeprowadzane z coraz większym przepychem. Uroczystości zyskiwały formę uroczystego pochodu, w którym niesiono monstrancję (nazywaną w Niemczech „tronem”) osłanianą baldachimem w otoczeniu asysty. Pojawiały się symbole przynależne władcom, a całe obchody podkreślały królewskość Chrystusa jako zwycięskiego wodza. Procesja rozpoczynała się przy dźwięku dzwonów. Niesiono krzyż, feretrony, figury, świece, a w orszaku uczestniczyli wierni ubrani w „szaty anielskie” i odgrywali postaci popularnych świętych. W procesji uczestniczyły dzieci. Z dzwonkami, w strojach anielskich lub z kwiatami, których płatki były rzucane przed zbliżający się baldachim.
Istotną cezurę w ugruntowaniu się tradycji procesji stanowił Sobór trydencki (1547–1561), który wobec krytyki ruchów reformacyjnych wewnątrz Kościoła rzymskokatolickiego przyjął dekret podtrzymujący doktrynę transsubstancjacji, a także potwierdził potrzebę kontynuowania celebracji w formie procesji.
Rzymskie rytuały zostały oficjalnie podane dopiero w „Caeremoniale episcoporum” z 1600 i „Rituale romanum” z 1614, jednak przewidywały wyłącznie uroczyste przejście z Najświętszym Sakramentem bez zatrzymywania się oraz udzielenie błogosławieństwa eucharystycznego na końcu liturgii. Kościół niemiecki wprowadził zwyczaj śpiewania perykop Ewangelii i udzielania błogosławieństwa przy czterech ołtarzach. Do Polski zwyczaj ten dotarł w XV wieku i w 1631 został wprowadzony do Rytuału Piotrkowskiego.
W Rzymie, do 1870, kiedy nastąpił upadek Państwa Kościelnego, procesje Bożego Ciała organizowano via Merulana – od bazyliki św. Jana na Lateranie do bazyliki Matki Bożej Większej. Zwyczaj ten przywrócił Jan Paweł II w pierwszym roku swojego pontyfikatu.
Współcześnie w Polsce procesje Bożego Ciała przyciągają turystów m.in. na Kurpiach Zielonych (Myszyniec, Kadzidło) i w Łowickiem (Złaków Kościelny) ze względu na możliwość podziwiania stroju kurpiowskiego i łowickiego.